# Mineros (empresa)
Mineros S.A., es una empresa minera colombiana. Se dedica a la explotación y procesamiento de oro. Es una empresa componente del índice COLCAP.
Opera minas en Colombia en la región de Antioquia y en Nicaragua en la región de RACCN
En 2023, produjo 219.708 onzas de Oro refinado.

## Historia
Fue funda en 1974, bajo la denominación de; Mineros de Colombia, cuando empresarios colombianos compraron las operaciones de minería en el bajo cauca y algunas regiones del Chocó a empresarios británicos y estadounidenses que venían operando desde principios de los años 1900's.
En 2004, cambio su denominación a Mineros S.A.
En 2013, empezó a operar en Nicaragua tras la compra del 90% de las acciones de Hemco.
En 2018, adquirió la Mina de Gualcamayo en Argentina por 30 millones de dólares. Mineros vendo la mina a Eris en 2023.
En 2021, empezó a cotizar en la Bolsa de Toronto.
En 2024, Sun Valley Investments lanzo una OPA con la que obtuvo 30,85% de las acciones de Mineros, que incluyo la totalidad de la participación que tenía Colpatria. En enero de 2025 Sun Valley anuncio Una Segunda OPA con miras a obtener el 40% de la empresa.